# Florence van Beek
Magdalena Elisabeth Florence (Florence) van Beek-IJzenhoed Grevelink (Amsterdam, 12 juli 1885 – Rotterdam, 23 april 1949) was een Nederlands jurist en schrijver. Vanaf 1912 publiceerde zij onder het pseudoniem Rolf Burman.

## Leven en werk
Van Beek, lid van de familie Grevelink, was een dochter van Edward James IJzenhoed Grevelink (1845-1937) en Elizabeth van der Beek (1854-1915). Zij huwde op 9 maart 1915 met Willem Jacob van Beek (1884-1939), adjunct-directeur van het Rijksopvoedingsgesticht in Alkmaar.
In 1908 volgde zij Marie Jungius op als directrice van het Nationaal Bureau voor Vrouwenarbeid. Het jaar erop werd ze opgevolgd door Anna Polak. In 1910 promoveerde ze aan de Faculteit der Rechtsgeleerdheid in Amsterdam op het proefschrift Lastgeving en machtiging : proeve van rechtsvergelĳking bij professor dr. D. Josephus Jitta. Ze werkte vervolgens als curator.
Van Beek debuteerde in 1912 als romanschrijver met Recht van geluk, waarin vrouwelijke intellectuelen de hoofdrol spelen. Ze publiceerde onder het pseudoniem Rolf Burman bij uitgeverij Allert de Lange.

## Romans en andere werken (selectie)
- 1912 Recht op geluk, geschiedenis van een liefde.
- 1913 't Onafwendbare.
- 1914 Roeping.
- 1917 of eerder. Snippers, novellen en schetsen.[5]
- 1917 Het aardsche deel.
- 1919 Een boete.
- 1921 Als de heide bloeit.
- 1923 Het hoogste weten.[6]
- 1924 Een zondagskind.
- 1925 Een die niet meetelde.
- 1926 De vreemde bloem.
- 1930 of eerder. De Eeuwige keten.[7]
- 1930 of eerder. In 's Levens opgang.[7]
- 1930 of eerder. De verborgen werkelijkheid.[7]
- 1932 Een nieuwe morgen.
- 1933 De groote vogel.
- 1934 Een vriendschap : de roman van twee vrouwen.

- International Standard Name Identifier: 0000 0003 8731 5584
- Nederlandse Thesaurus van Auteursnamen: 145433803
- Virtual International Authority File: 280280122
- WorldCat: E39PBJyWQ9WHmYKh7HJx4y3RKd